# Ibaan
Ibaan è una municipalità di quarta classe delle Filippine, situata nella Provincia di Batangas, nella Regione del Calabarzon.
Ibaan è formata da 26 baranggay:
- Bago
- Balanga
- Bungahan
- Calamias
- Catandala
- Coliat
- Dayapan
- Lapu-lapu
- Lucsuhin
- Mabalor
- Malainin
- Matala
- Munting-Tubig
- Palindan
- Pangao
- Panghayaan
- Poblacion
- Quilo
- Sabang
- Salaban I
- Salaban II
- San Agustin
- Sandalan
- Santo Niño
- Talaibon
- Tulay Na Patpat